# Article 14 de la Convention européenne des droits de l'homme
L'article 14 de la Convention européenne des droits de l'homme (CEDH) est intitulé « Interdiction de discrimination » et proclame le respect des droits de la Convention sans considération (notamment) « sur le sexe, la race, la couleur, la langue, la religion, les opinions politiques ou toutes autres opinions, l'origine nationale ou sociale, l'appartenance à une minorité nationale, la fortune, la naissance ou toute autre situation ».
L'article 14 prohibe les discriminations dans les droits protégés par la Convention. Il ne peut être invoqué seul. Il n'est donc invoqué utilement qu'en complément d'un autre article. Il est complété par le protocole additionnel no 12 qui prohibe toute discrimination, même en dehors des droits protégés par la Convention.

## Texte de l'article
« Interdiction de discrimination
La jouissance des droits et libertés reconnus dans la présente Convention doit être assurée, sans distinction aucune, fondée notamment sur le sexe, la race, la couleur, la langue, la religion, les opinions politiques ou toutes autres opinions, l'origine nationale ou sociale, l'appartenance à une minorité nationale, la fortune, la naissance ou toute autre situation. »
— Article 14 de la Convention européenne de sauvegarde des droits de l'homme et des libertés fondamentales

## Caractéristiques protégées
D'après le « Manuel de droit européen en matière de non-discrimination », les caractéristiques protégées contre la discrimination sont :
1. Le sexe.
2. L'orientation sexuelle.
3. Le handicap.
4. L'âge.
5. La race, l’origine ethnique, la couleur et l’appartenance à une minorité nationale.
6. La nationalité ou l’origine nationale.
7. La religion ou les convictions.
8. La langue.
9. L’origine sociale, la naissance et la fortune.
10. Les opinions politiques ou autres.
11. « Toute autre situation » : la paternité ; l’état civil ; l’appartenance à une organisation ; le grade militaire ; la condition de parent d’un enfant né hors mariage ; le lieu de résidence.

### Sexe
L'article 14 interdit les discriminations fondées sur le sexe biologique (homme ou femme) mais aussi sur l'identité de genre (transidentité, et expression de genre, tel que le travestissement).

### Orientation sexuelle
L'article 14 interdit les discriminations fondées sur l'orientation sexuelle, qu'elle soit homosexuelle, bisexuelle, hétérosexuelle, ou autre.

## Jurisprudence
- Affaire E.B. contre France
- Affaire Fretté contre France

## Sources